# Apson Manjate
Apson David Manjate, meglio noto come Sonito (10 agosto 1985), è un ex calciatore mozambicano, di ruolo attaccante.